# Ricardo Ribeiro Fernandes
Ricardo Fernandes, właśc. Ricardo Ribeiro Fernandes (ur. 21 kwietnia 1978 w Moreira de Cónegos, w gminie Guimarães) – portugalski piłkarz występujący na pozycji pomocnika.

## Kariera piłkarska

### Kariera klubowa
W 1996 rozpoczął karierę piłkarską w Moreirense F.C., skąd przeszedł do S.C. Freamunde. W 2000 podpisał kontrakt ze Sporting CP, ale nie potrafił przebić się w podstawowej kadrze, dlatego dwa sezony był wypożyczony – najpierw do C.D. Santa Clara, a potem do Gil Vicente Był jednym z młodych portugalskich talentów piłkarskich. W 2003 przeszedł do FC Porto, ale w nim również był tylko zmiennikiem Deco, dlatego w następnym sezonie bronił barw klubu Académica Coimbra. W 2005 podpisał 3-letni kontrakt z cypryjskim klubem APOEL Nikozja. W lutym 2008 za 220 tys. euro został kupiony do Metałurha Donieck. Po zakończeniu sezonu w czerwcu 2009 powrócił na Cypr, gdzie występował w Anorthosis Famagusta, a potem w AEL Limassol. Latem 2010 przeniósł się do izraelskiego klubu Hapoel Beer Szewa. W styczniu 2011 powrócił do ukraińskiego Metałurha Donieck, w którym występował do wygaśnięcia kontraktu w grudniu 2011. Następnie grał w Panetolikosie. W 2012 roku przeszedł do Doxy Katokopia. Grał też w Omonii Nikozja i CD Trofense. W 2017 trafił do FC Felgueiras.

### Sukcesy
- zdobywca Pucharu Ligi Mistrzów: 2004
- mistrz Portugalii: 2004
- mistrz Cypru: 2007